# Tetraommatus kwantaoshanensis
Tetraommatus kwantaoshanensis là một loài bọ cánh cứng trong họ Cerambycidae.